# Kiasmos
Kiasmos je elektronické hudební duo původem z Faerských ostrovů a Islandu. Jejich členy jsou Ólafur Arnalds a Janus Rasmussen. Jejich společná kariéra začala v roce 2009 vydáním jejich prvního EP 65/Milo, dále pak Thrown, v roce 2012 a jejich stejnojmenného alba Kiasmos v roce 2014.

## Historie

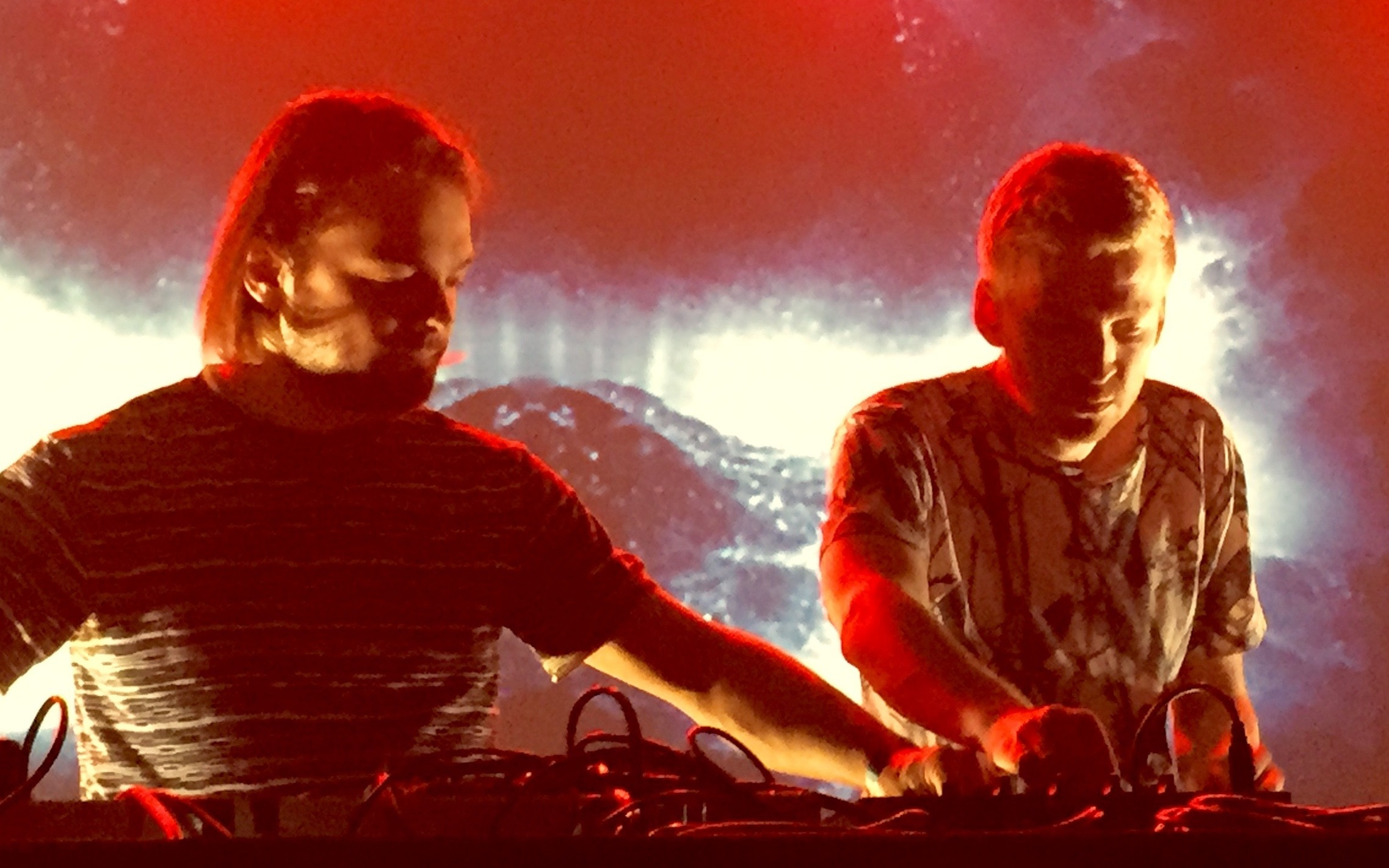
Vystoupení Kiasmos v San Franciscu 2015

V roce 2009 islandský multiinstrumentalista Ólafur Arnalds založil společně s Janusem Rasmussenem nový projekt – KIASMOS. Duo vydalo jejich první EP 65/Milo, společně s label kolegou, Ryan Lee Westem aka Rival Consoles. V roce 2014 vydali své debutové LP, Kiasmos pod labelem Erased Tapes Records Ltd.

## Členové

### Ólafur Arnalds
Ólafur Arnalds je multiinstrumentalista a producent z Mosfellsbær, Island. Původně byl bubeníkem v hardcore metal kapelách Fighting Shit a Celestine.
Ve své hudbě spojuje smyčce a piano, společně s elektronikou a beatovou hudbou ze kterých vytváří směsici ambientní, elektronické a popové hudby. Je držitelem ceny BAFTA za hudbu k britskému televiznímu seriálu Broadchurch.

### Janus Rasmussen
Janus Rasmussen z Faerských Ostrovů, je členem skupiny Bloodgroup. Rasmussen také pracoval spolu s dalšími umělci jako Guðrið Hansdóttir v kapele Byrta.

## Diskografie
- Thrown (2012 Erased Tapes EP)
- Kiasmos (2014 Erased Tapes)
- Looped (2015 Erased Tapes EP)
- Swept (2015 Erased Tapes EP)
- Blurred (2017 Erased Tapes EP)